# Макаронски пингвин
Макаронски пингвин (лат. Eudyptes chrysolophus) врста је пингвина која настањује субантарктичку област и Антарктик. Као једна од шест врста ћубастих пингвина, он је близак рођак са макворијским пингвином. На глави има карактеристичну жуту ћубу, а лице и горњи део тела су црни и оштро одвојени од белих доњих делова. Одрасле јединке могу да теже у просеку 5.5 килограма, а достижу висину од 70 центиметара. Мужјаци и женке се не разликују по изгледу, иако је мужјак нешто већи и јачи са релативно већим кљуном. Као и остали пингвини, и ова врста нема способност летења, а крила су им укрућена и спљоштена попут пераја, што им омогућава боље пливање. Имају црвене очи.
Исхрана макаронског пингвина састоји се од разних ракова, као и малих риба и главоножаца; ова врста проводи више времена у мору него било која друга врста пингвина. Митаре се једном годишње, проводећи око три до четири недеље на обали, након чега се враћају у море. Обзиром да могу да броје и до 100.000 јединки, колоније за размножавање макаронског пингвина су једне од највећих и најгушће насељених у односу на остале врсте пингвина. Након што заврши своје летње размножавање, пингвин одлази у море и тамо проводи шест месеци. Студија из 2009. године показује да су макаронски пингвини путовали преко 10.000 километара, од Керлегена у Индијском океану. Са око 18.000.000 припадника своје врсте, макаронски пингвин представља најбројнију врсту пингвина. Међутим, велики пад популације забележен је још средином 70их година прошлог века, тако да се њихов статус на IUCN листи рекласификује као рањиви таксон.

## Опис
Макаронски пингвини су велике птице, сличне по изгледу других чланова из рода Eudyptes. Одрасла јединка просечно је висока око 70 центиметара, док тежина значајно варира од годишњег доба и пола. Мужјаци у просеку теже око 3,3 килограма након инкубације, 3,7 килограма после митарења, 6,4 килограма пре митарења, док женке теже у просеку 3,2 килограма после, а 5.7 килограма пре митарења. Дебели кљун је ширине 7 до 8 центиметара, док је на врху ширина за центиметар мања. Крило је, од рамена до врха, дугачко око 20,4 центиметра, а реп је дуг 9 до 10 центиметара. Глава, брада, грло и горњи делови тела су црни и оштро ограничени од доњих белих делова. Црно перје има плавкасти сјај код младих, а браон сјај код старијих јединки. Најупечатљивији део тела је карактеристична жута ћуба која полази из прамена на средини чела и простире се хоризонтално уназад преко потиљка. Крила су браон-црна са горње, док су ивице и доња страна бели са црним врхом. Велики, округао кљун је наранџасто-браон боје. Ноге и стопала су розе. Мужјаци и женке су слични по изгледу, иако су мужјаци углавном мало већи. Мужјаци такође имају веће кљунове, у просеку 6,1 центиметар, у односу на женке - 5,4 центиметра.
Младе птице су мање величине, имају тамнобраон кљун, тамносиву браду и грло, без или слабо развијеног главеног перја. Ћуба је у потпуности развијена код птица узраста од три до четири године, годину или две пре него што достигну полну зрелост.
Макаронски пингвини се митаре једном годишње, а у току овог процеса замене све своје старо перје. Троше око две недеље пре митарења да би акумулирали масне наслаге јер се током митарења не хране, јер не могу да уђу у воду по храну без перја. Процес обично траје три до четири недеље, а за то време пингвини мирују на обали. Када се заврши овај процес, иду назад у море и враћају се у своје колоније да би се парили у пролеће.